# Otokar ARMA
Az Otokar ARMA 6×6 és 8×8 hajtásképletű harcjárműcsalád, amelyet a török Otokar vállalat fejleszt és gyárt. A jármű fegyverzet és felszereltség függvényében számos feladatkört elláthat. Három ország rendszeresítette, egy további országban beszerzési tenderen vesz részt.

## Kialakítása és jellemzői

### ARMA 6×6
A 6×6-os a harcjármű család legkisebb tagja amely a járművezetőn és sok esetben a jármű fegyverzetét is kezelő járműparancsnokon kívül 8 katonát szállíthat. A maximális terheléssel 23 tonna tömegű járművet egy 450 lóerős motor mozgatja, közúton legfeljebb 105 km/h sebességet biztosítva számára. A jármű úszóképes: vízen 9–10 km/h sebességgel közlekedhet. 60%-os emelkedő és 1,2 méteres árok sem jelent neki akadályt.
A páncél védelme 7,62 mm lőfegyverek ellen nyújt védelmet vagy is a jármű védelme  STANAG 4569 szabvány 3. szintjének felel meg.
A jármű fegyverek széles skálájával szerelhető fel manuális és távirányított fegyvertornyokban elhelyezve.
- 7,62, 12,7 és 14,5 mm-es géppuskák
- 40 mm-es automata gránátvetők
- 20, 25 és 30 mm-es gépágyúk
- 90 mm-es kisnyomású löveg
- aknavetők 120 mm-ig
- páncéltörő és kis hatótávolságú légvédelmi rakéták

Fegyvereken kívül speciális berendezéseket is vihet: radarral, elektronikai harc eszközeivel vagy más harctámogató eszközökkel is felszerelhető.

### ARMA 8×8
A 8×8-as ARMA harcjármű a járművezetőn és sok esetben a jármű fegyverzetét is kezelő járműparancsnokon kívül 10 katonát szállíthat. A maximális terheléssel 40 tonna tömegű járművet egy 720 lóerős motor mozgatja, közúton legfeljebb 100 km/h sebességet biztosítva számára. A jármű úszóképes: vízen 9–10 km/h sebességgel közlekedhet. 60%-os emelkedő és 2 méteres árok sem jelent neki akadályt.
A jármű páncél védelme pontosan nem ismert, STANAG 4569 szabvány 3-5 szintjének megfelelő páncélzata lehet.
Fegyverzeti lehetőségek a 6×6-as változathoz hasonlóan széles körűek, azonban a 8×8 verzióba akár 105 mm-es harckocsi löveggel ellátott torony is beépíthető.

### ARMA II 8×8
A 8×8-as ARMA harcjármű módosított, megnövelt méretű változata az ARMA II elnevezést kapta. Mozgékonysági, védettségi jellemzői nagy mértékben megegyeznek a korábbi verzióéval.